# Patrice Brun (historien)
Pour les articles homonymes, voir Patrice Brun.
Patrice Brun, né à Pessac (Gironde) en 1953, est un historien français, spécialiste de la Grèce antique et de l'épigraphie. Ses recherches portent sur l'histoire de la Grèce classique et hellénistique. De 2009 à 2012, il est président de Université Michel de Montaigne Bordeaux 3.

## Biographie
Patrice Brun a fait ses études au Lycée Michel-Montaigne à Bordeaux avant de rejoindre l'université Bordeaux 3 pour y faire des études d'histoire et de philosophie. Il y obtient en 1975 une licence d'histoire suivie une maîtrise portant sur "La guerre et l'économie en Grèce à l'époque classique" (1976). En 1977 il devient agrégé d'histoire puis docteur de l'Université Bordeaux 3 en 1981 . Le 9 décembre 1995 il soutient son habilitation à diriger des recherches.
Entre 1977 et 1991, il a exercé quatorze ans dans l'enseignement secondaire. Nommé dans un collège en Seine-Maritime durant six ans, puis au collège de Cadillac en Gironde, il a été successivement élu Maître de Conférences à l'Université Bordeaux 3 (1991), Professeur des Universités à l'Université du Maine (1996), de Tours (1999) et enfin de Bordeaux 3 (2002). Impliqué dans le syndicalisme universitaire, il a été élu Sup-Recherche UNSA dans de nombreuses instances paritaires au CNESER (1998-2002), au CTPU (2001-2004), au CNU (2003-2007), au Comité National du CNRS (2007-2009). Il a été également président de la Société des Professeurs d'Histoire Ancienne de l'Université (Sophau) de 2007 à 2009. En mars 2015 il est nommé membre senior de l'Institut Universitaire de France à compter du 1er octobre 2015.
Il a publié des ouvrages sur l'histoire du monde grec, essentiellement à l'époque classique, ainsi que deux recueils d'inscriptions traduites. Ses travaux historiques sont marqués par une défiance avouée à l'égard du système démocratique athénien tel que le présente tradition historique universitaire française héritière de Gustave Glotz ou de Paul Cloché, en réhabilitant dans des articles ou des livres "biographiques" des personnages comme Hyperbolos ou Démade et, à l'inverse, critiquant d'autres personnages que la tradition voit comme des hommes positifs, tels Démosthène, Phocion ou Lycurgue. Dans son dernier livre, il étudie les différences importantes qui existent entre l'image que les sources d'époque classique tardive, hellénistique et romaine avec ce que l'on sait réellement du personnage et de l'action de l'Athénien Aristide. Dans un entretien à la librairie Mollat au moment de la parution de ce dernier livre, il affirme ne pas faire de biographies au sens strict du terme mais bien plutôt étudier la manière dont, progressivement, se déforme la personnalité du "grand homme".
Il a aussi travaillé dans les Cyclades ainsi qu’en Asie Mineure et a publié avec ses collègues bordelais plusieurs inscriptions découvertes lors d'expéditions archéologiques dans le sud-ouest de la Turquie (la Carie antique).
Il publie en 2021 un essai dans lequel il montre, à partir d'expériences personnelles, comment et pourquoi la civilisation occidentale a inventé la Grèce antique, usé et abusé d’une Antiquité tronquée pour mieux orienter un présent selon les pensées des temps et des lieux, selon les propres fantasmes des intellectuels ou des élites politiques.

## Responsabilités administratives
Le 1er avril 2009, il est élu Président de l'Université Bordeaux III et le 11 janvier 2011, il devient Vice-Président de l'Université de Bordeaux. Il a marqué son opposition à la loi LRU, dite Loi Pécresse de 2007 et a accompagné le mouvement étudiant et enseignant hostile à la réforme du statut des enseignants-chercheurs et celle relative à la mastérisation en même temps qu'il était élu président de l'université. Il est réputé proche du Parti Socialiste mais n'a jamais exercé la moindre charge élective. Il apporte son soutien à François Hollande au cours de la primaire présidentielle socialiste de 2011.[réf. nécessaire]
Ses prises de position, notamment à travers ses communiqués, lui attirent des critiques de la part du MET qui lui reproche son manque de neutralité politique.[réf. nécessaire]
Il a choisi de ne pas se représenter à la fonction de président. en appuyant la candidature de son ancien adjoint Jean-Paul Jourdan. À la suite de l'annulation du scrutin par le Tribunal administratif puis la Cour administrative d'appel, il a été administrateur provisoire de juin à octobre 2012 avant que Jean-Paul Jourdan ne soit réélu à la présidence. Il a repris à l'issue de son mandat ses fonctions de professeur d'histoire grecque dans son université d'origine. Il a pris sa retraite le 1er octobre 2020 et est devenu professeur émérite.[réf. nécessaire]
La même année, il est nommé membre du Conseil Scientifique de l’École Française d'Athènes.
Il a publié en décembre 2013 ses mémoires de président sous le titre De la renonciation comme acte politique. Chroniques d'une présidence d'université, 2009-2012 aux éditions du Bord de l'Eau (Bordeaux).

## Publications
- Patrice Brun, Eisphora, Syntaxis, Stratiotika : Recherches sur les finances militaires d'Athènes au IVe siècle av. J.-C, Besançon, Presses universitaires de Franche-Comté, 1983, 193 p. (DOI 10.3406/ISTA.1983.1796).
- Les Archipels égéens, Ve – IIe siècles av. J.-C., Paris, Les Belles Lettres, 1995
- L'orateur Démade. Essai d'histoire et d'historiographie, Bordeaux, Editions Ausonius, 2000
- Le monde grec à l'époque classique 500-323 a.c, Paris, Armand Colin, 2003 (5e édition, 2024)
- Impérialisme et démocratie à Athènes. Inscriptions de l'époque classique, Paris, Armand Colin, 2005
- La bataille de Marathon, Paris, Larousse, 2009
- De la renonciation comme acte politique. Chronique d'une présidence d'université, Bordeaux III, 2009-2012, Le Bord de l'eau, 2014
- Démosthène : rhétorique, pouvoir et corruption, Paris, Armand Colin, 2015, 333 p. (ISBN 978-2-200-60266-6)
- Hégémonies et Sociétés. Inscriptions grecques de l'époque classique, Bordeaux, Ausonius Éditions, 2017
- L'invention de la Grèce. Retour sur des utilisations dévoyées de l'Antiquité grecque, Paris, Odile Jacob, 2021
- 50 dates de l'histoire grecque antique, Paris, Armand Colin, 2023
- Aristide le 'Juste'. L'art et la manière de fabriquer un héros dans la cité démocratique, Bordeaux, 2023